# Мейдачная
Мейдачная — гора на Среднем Урале, в муниципальном округе Верхний Тагил Свердловской области России, в окрестностях посёлка Белоречка.

## География
Гора Мейдачная расположена в одном километре к северо-востоку от посёлка Белоречка. Высота вершины — 374,6 метра над уровнем моря, что примерно соответствует высоте соседней Липовой горы, расположенной в четырёх километрах к северу от Мейдачной. На горе и в её окрестностях произрастает сосново-берёзовый лес.
К востоку от Мейдачной пролегает граница между муниципальным округом Верхний Тагил и Кировградским муниципальным округом. Южнее горы проходит лесная дорога, соединяющая Белоречку и Нейво-Рудянку.
Приблизительно в трёх километрах к юго-востоку от вершины Мейдачной находится берег Рудянского пруда, над которым она возвышается.